# 권희동
권희동(権熙東, 1990년 12월 30일 ~ )은 KBO 리그 NC 다이노스의 외야수, 지명타자이다.

## 아마추어 시절
경주고등학교 2학년 때까지 포수로 활동하다가 이후 내야수로 포지션을 변경했다.
경남대학교 진학 후 포지션을 외야수로 변경했다. 경남대학교 시절 대학 야구 리그에서 장타자로 활약했다. 2011년 제4회 KBO총재기 전국대학야구대회에서는 홈런상을 수상했다. 연세대학교 나성범과 경성대학교 임준섭을 상대로 홈런을 기록했다. 대학 시절에는 다소 부족한 수비로 인해 주로 좌익수와 지명타자로 출전했다.
2013년에 상대적으로 낮은 순위인 9라운드(전체 84순위)로 NC 다이노스에 지명됐다.

## NC 다이노스시절

### 2013년 시즌
마무리 훈련에서 두각을 드러내며 팀 전지 훈련에 참가했다. 전지 훈련에서 맹타를 휘두르며 인상적인 활약을 했고, 2월 27일 WBC 대만전에서 3점 홈런을 쳐 냈다. 4월 2일 팀의 첫 1군 개막전에 선발 출장하며 데뷔 첫 경기를 치렀다. 4월 12일 SK 와이번스와의 경기에서 여건욱을 상대로 팀의 홈 경기 첫 홈런을 기록했다. 8월 14일 한화전에서 2009년 이후 두 번째 신인 두 자릿수 홈런을 기록했다. 규정 타석을 넘어선 타자 중 타율은 2할 초반대, 1할 후반대 정도로 낮았지만 거포로서의 가능성을 인정받았다. 9월 13일 한화 이글스와의 경기에서 윤근영을 상대로 데뷔 첫 만루 홈런이자 팀의 역대 두 번째 만루 홈런을 쳐 냈다. 10월 5일 SK 와이번스와의 경기에서 윤희상을 상대로 시즌 15호이자 12년 만에 신인 최다 홈런을 기록했다.

### 2014년 시즌
5월 27일 한화 이글스와의 경기에서 데뷔 첫 연타석 홈런을 기록했다. 5월 28일 한화 이글스와의 경기에서 클레이를 상대로 개인 두 번째 만루 홈런을 쳐 냈다. 6월 27일 롯데 자이언츠와의 경기 후반에 포수로 포지션을 변경해 이민호와 호흡을 맞춰 1이닝을 무실점으로 막았다.
시즌 2할대 타율, 101경기, 63안타, 7홈런, 36타점을 기록했다.

#### 2014년 준플레이오프
4경기에서 타율 0.333, 2안타 1득점을 기록했다.
- 기록

| 타율  | 경기 | 타수 | 득점 | 안타 | 2루타 | 3루타 | 홈런 | 타점 | 도루 | 도실 | 볼넷 | 사구 | 삼진 | 병살 | 실책 | 비고 |
| ----- | ---- | ---- | ---- | ---- | ----- | ----- | ---- | ---- | ---- | ---- | ---- | ---- | ---- | ---- | ---- | ---- |
| 0.333 | 4    | 6    | 1    | 2    | 1     | 0     | 0    | 0    | 0    | 0    | 1    | 0    | 0    | 0    | 0    |      |

## 상무 야구단시절
12월 22일에 김희원, 이상호와 함께 입대했다.
2015년 시즌에는 부상으로 많은 경기에 출전하지 못했다. 49경기에 출전해 165타수 60안타, 타율 0.364, 7홈런, 48타점을 기록했다.
2016년 6월 4일 kt 위즈와의 경기에서 사이클링 히트를 기록했다. 이는 2군 통산 23번째 기록이었다.

## NC 다이노스복귀

### 2016년 시즌
9월 21일에 제대했다. 9월 22일에 당시 같은 팀이었던 이상호와 함께 1군에 합류했다.

### 2017년 시즌
시즌 141경기에 출전해 2할대 타율, 19홈런, 86타점, 3도루를 기록하며 커리어 하이 시즌을 기록했다. 김종호, 김성욱, 이종욱 대신 주전 좌익수로 출장했다.

#### 2017년 준플레이오프
롯데 자이언츠와의 1차전에서 4타수 2안타, 2타점을 기록하며 데일리 MVP로 선정됐다.

#### 2017년 플레이오프
4경기에 출장해 13타수 5안타, 2타점으로 활약했으나 팀은 두산 베어스에 패배해 한국시리즈 진출에 실패했다.

### 2018년 시즌
8월 12경기에 출전해 안타 11개 타점 7점 타율 0.344 OPS 0.823을 기록하면서 [[NC 다이노스] 8월 타자 MVP에 선정됐다. 9월 23경기에 출전해 89타수 36안타를 기록했고, 최다 안타, 최고 타율을 기록했다. 28타점으로 타점 3위, 0.450의 출루율로 출루율 4위에 오르는 등 맹타를 휘둘렀다.
10월 6일 넥센 히어로즈와의 경기에서 제이크 브리검을 상대로 통산 50호 홈런을 기록했다.
2018년 시즌 104경기 출장해 97안타(8홈런) 43득점 57타점 타율 0.283 출루율 0.414 장타율 0.352를 기록했다.

### 2019년 시즌
시즌 116경기에 출전해 89안타, 6홈런, 41타점, 2할대 타율을 기록했다. 나성범의 부상, 베탄코트의 부진으로 기회를 많이 받았으나 후반기에 이명기, 제이크 스몰린스키의 합류로 출장이 줄었다.

#### 2019년 와일드카드 결정전
당시 같은 팀이었던 이상호의 대타로 출전해 뜬공으로 물러났다.

### 2020년 시즌
8월 2일 두산 베어스와의 경기에서 3년만에 두 자릿수 홈런을 기록했다. 9월 15일 두산 베어스와의 경기에서 2루 도루를 시도하는 강진성을 잡기 위해 박세혁이 송구하자 홈으로 들어와 득점하며 홈 스틸을 기록했다. 이는 팀 사상 첫 홈 스틸이었다. 시즌 123경기에 출장해 2할대 타율, 90안타(12홈런), 67득점, 50타점을 기록했다.

#### 2020년 한국시리즈
5경기에 출전해 타율 0.417, 5안타, 4득점, 1타점, 3볼넷, 2삼진을 기록했다.
- 기록

| 타율  | 경기 | 타수 | 득점 | 안타 | 2루타 | 3루타 | 홈런 | 루타 | 타점 | 도루 | 도실 | 볼넷 | 사구 | 삼진 | 병살 | 장타율 | 출루율 | 실책 |
| ----- | ---- | ---- | ---- | ---- | ----- | ----- | ---- | ---- | ---- | ---- | ---- | ---- | ---- | ---- | ---- | ------ | ------ | ---- |
| 0.417 | 5    | 12   | 4    | 5    | 2     | 0     | 0    | 7    | 1    | 0    | 0    | 3    | 2    | 2    | 0    | 0.583  | 0.588  | 0    |

### 2021년 시즌
5월 24일에 햄스트링 부상으로 인해 엔트리에서 말소됐고, 6월 18일에 다시 엔트리에 등록됐다.
시즌 55경기에 출전해 2할대 타율, 35안타(8홈런), 26타점, 장타율 0.466, 출루율 0.406을 기록했다

### 2022년 시즌
5월 4일에 처음으로 1군에 등록됐다. 5월 8일에 햄스트링 부상으로 인해 2군으로 내려갔다가 5월 25일에 등록됐다. 6월 4일 롯데 자이언츠와의 경기에서 글렌 스파크맨을 상대로 시즌 첫 홈런을 기록했다.
시즌 82경기에 출전해 2할대 타율, 54안타(5홈런), 30득점, 22타점, 출루율 0.319, 장타율 0.335를 기록했다.
시즌 후 FA를 선언했고, 2023년 2월 27일 계약 기간 1년 연봉 9,000만원, 옵션 3,500만원 등 총액 최대 1억 2,500만원에 잔류했다.

### 2023년 시즌
외야수 한석현의 부진으로 5월에 처음 1군으로 콜업됐다.
8월에 22안타(1홈런), 19타점, 타율 0.301, 출루율 0.384, 장타율 0.397를 기록했다.
시즌 96경기에 출전해 타율 0.285, 88안타(7홈런), 33득점, 63타점을 기록했다.

#### 와일드카드 결정전
두산 베어스와의 경기에서 3타수 1안타, 1득점을 기록했다.
- 기록

| 타율  | 경기 | 타수 | 득점 | 안타 | 2루타 | 3루타 | 홈런 | 루타 | 타점 | 도루 | 도실 | 볼넷 | 사구 | 삼진 | 병살 | 장타율 | 출루율 | 실책 |
| ----- | ---- | ---- | ---- | ---- | ----- | ----- | ---- | ---- | ---- | ---- | ---- | ---- | ---- | ---- | ---- | ------ | ------ | ---- |
| 0.333 | 1    | 4    | 3    | 1    | 1     | 0     | 0    | 0    | 1    | 0    | 0    | 1    | 0    | 1    | 0    | 0.333  | 0.500  | 0    |

#### 준플레이오프
SSG 랜더스와의 경기에서 12타수 2안타, 1득점, 3타점을 기록했다.
- 기록

| 타율  | 경기 | 타수 | 득점 | 안타 | 2루타 | 3루타 | 홈런 | 루타 | 타점 | 도루 | 도실 | 볼넷 | 사구 | 삼진 | 병살 | 장타율 | 출루율 | 실책 |
| ----- | ---- | ---- | ---- | ---- | ----- | ----- | ---- | ---- | ---- | ---- | ---- | ---- | ---- | ---- | ---- | ------ | ------ | ---- |
| 0.167 | 3    | 12   | 1    | 2    | 0     | 0     | 0    | 2    | 3    | 0    | 0    | 1    | 0    | 1    | 0    | 0.167  | 0.231  | 0    |

#### 플레이오프
kt 위즈와의 경기에서 17타수 3안타, 1득점, 3타점을 기록했다.
- 기록

| 타율  | 경기 | 타수 | 득점 | 안타 | 2루타 | 3루타 | 홈런 | 루타 | 타점 | 도루 | 도실 | 볼넷 | 사구 | 삼진 | 병살 | 장타율 | 출루율 | 실책 |
| ----- | ---- | ---- | ---- | ---- | ----- | ----- | ---- | ---- | ---- | ---- | ---- | ---- | ---- | ---- | ---- | ------ | ------ | ---- |
| 0.176 | 5    | 17   | 1    | 3    | 0     | 1     | 0    | 5    | 3    | 0    | 0    | 2    | 0    | 1    | 0    | 0.294  | 0.263  | 1    |

### 2024년 시즌
5월 22일 키움 히어로즈와의 경기에서 5번 지명타자로 출장했다. 이날 경기 출장으로 KBO리그 역대 181번째 1000경기 출장을 기록했다. 전반기 265타수 73안타(3홈런) 36득점 39타점 타율 0.275, 출루율 0.402, 장타율 0.362를 기록했다.
7월 17경기 타율 0.317(60타수 19안타) 4홈런 15타점을 기록했다. 7월 NC 다이노스 타자 MVP에 선정됐다.8월 4일 kt 위즈와의 경기에서 7회말 무사 1,2루에서 원상현을 상대로 2루타를 기록하면서 KBO리그 역대 118번째 통산 500타점을 기록했다. 8월 7일 롯데 자이언츠와의 경기에서는 3회초 김진욱을 상대로 볼넷을 얻어내면서 통산 500 4사구를 기록했다. KBO리그 역대 93번째 기록이었다. 9월 1일 SSG 랜더스와의 경기에서 6회초 엘리아스를 상대로 시즌 12호 솔로 홈런을 기록했다. 이 홈런으로 KBO리그 역대 107번째 통산 100호 홈런을 기록했다. 후반기에 151타수 52안타 10홈런 38타점 26볼넷 타율 0.344 OPS 1.052를 기록하면서 NC 다이노스의 타선을 이끌었다.
2024년 시즌 123경기 출장해 125안타(13홈런) 66득점 77타점 타율 0.300 출루율 0.417 장타율 0.452를 기록했다. 커리어 처음으로 3할 타율을 기록하면서 박민우, 데이비슨과 함께 NC 다이노스의 타선을 이끌었다. 2017년 이후 7년 만에 규정타석을 채웠으며, 리그에서 3번째로 많은 볼넷(77개)를 기록했고, 출루율은 리그 5위를 기록했다.

### 2025년 시즌
4월 27일 삼성 라이온즈와의 경기에서 4번타자 지명타자로 출장해 KBO리그 역대 148번째 1100경기 출장을 기록했다.

## 등번호
- '63' (2013년)
- '53' (2014년, 2016년)
- '36' (2017년 ~ 현재)

## 에피소드
- 그의 등번호였던 63번은 자신이 제일 존경하는 선수 박재홍의 62번에 +1을 했다는 이야기가 있다. 2017년부터는 36번으로 등번호를 바꿨다.

## 논란
- 2021년 7월 6일 호텔리베라 청담에서 그와 박민우, 이명기, 박석민, 여성 2명과 성관계후 코로나19 방역 수칙을 위반한 채 사적 모임을 가졌다. 이 중 여성 1명이 코로나19에 감염되었고, 박민우를 제외하고 그를 포함한 3명의 선수가 코로나19 확진 판정을 받았다. 이로 인해 리그가 중단됐고, 강남구청은 확진자 5명을 경찰에 수사를 의뢰했다.[20] 7월 16일 상벌위원회 결과 그와 박석민, 이명기, 박민우는 72경기 출장 정지 및 벌금 1000만원의 징계를 받았다.[21]

## 출신 학교
- 경주 동천초등학교
- 경주중학교
- 경주고등학교
- 경남대학교

## 주요 기록
- 출장

| 기록                       | 날짜            | 소속팀 | 상대팀 | 상대투수 | 구장 | 기타                              |
| -------------------------- | --------------- | ------ | ------ | -------- | ---- | --------------------------------- |
| 역대 181번째 통산 1000경기 | 2024년 5월 22일 | NC     | 키움   |          | 고척 | 이전 기록: 2024년 4월 10일 한유섬 |
| 역대 148번째 통산 1100경기 | 2025년 4월 27일 | NC     | 삼성   |          | 대구 | 이전 기록: 2024년 9월 4일 한유섬  |

- 타점

| 개수                      | 날짜           | 장소 | 소속팀 | 상대팀 | 상대 투수 | 기타                             |
| 역대 118번째 통산 500타점 | 2024년 8월 4일 | 창원 | NC     | kt     | 원상현    | 이전 기록 : 2024년 6월 27일 정훈 |

- 기타

| 개수                       | 날짜           | 장소 | 소속팀 | 상대팀 | 상대 투수 | 기타                               |
| 역대 93번째 통산 500 4사구 | 2024년 8월 7일 | 사직 | NC     | 롯데   | 김진욱    | 이전 기록 : 2024년 7월 24일 최재훈 |

- 홈런

| 개수  | 날짜            | 장소 | 소속 팀     | 상대 팀       | 상대 투수 | 기타                         |
| 1호   | 2013년 4월 13일 | 마산 | NC 다이노스 | SK 와이번스   | 여건욱    | 3점 홈런                     |
| 10호  | 2013년 8월 14일 | 청주 | NC 다이노스 | 한화 이글스   | 이태양    | 3점 홈런                     |
| 50호  | 2018년 10월 6일 | 마산 | NC 다이노스 | 넥센 히어로즈 | 브리검    | 2점 홈런                     |
| 100호 | 2024년 9월 1일  | 문학 | NC 다이노스 | SSG 랜더스    | 엘리아스  | 1점 홈런 / 역대 107번째 기록 |

## 통산 기록
| 연도 | 팀명   | 타율  | 경기 | 타수 | 득점 | 안타 | 2루타 | 3루타 | 홈런 | 루타 | 타점 | 도루 | 도실 | 볼넷 | 사구 | 삼진 | 병살 | 실책 |
| ---- | ------ | ----- | ---- | ---- | ---- | ---- | ----- | ----- | ---- | ---- | ---- | ---- | ---- | ---- | ---- | ---- | ---- | ---- |
| 2013 | NC     | 0.203 | 121  | 349  | 42   | 71   | 19    | 1     | 15   | 137  | 54   | 4    | 1    | 36   | 2    | 75   | 6    | 3    |
| 2014 | NC     | 0.285 | 101  | 221  | 39   | 63   | 10    | 2     | 7    | 98   | 36   | 6    | 1    | 25   | 3    | 43   | 4    | 2    |
| 2016 | NC     | 0.268 | 14   | 41   | 4    | 11   | 0     | 0     | 1    | 14   | 9    | 0    | 1    | 5    | 1    | 9    | 0    | 0    |
| 2017 | NC     | 0.286 | 141  | 472  | 72   | 135  | 20    | 2     | 19   | 216  | 86   | 3    | 3    | 51   | 17   | 90   | 12   | 3    |
| 2018 | NC     | 0.283 | 104  | 343  | 43   | 97   | 19    | 1     | 8    | 142  | 57   | 1    | 3    | 35   | 4    | 58   | 5    | 0    |
| 2019 | NC     | 0.256 | 116  | 348  | 37   | 89   | 17    | 0     | 6    | 124  | 41   | 3    | 0    | 50   | 7    | 60   | 10   | 4    |
| 2020 | NC     | 0.260 | 123  | 346  | 67   | 90   | 16    | 0     | 12   | 142  | 50   | 3    | 0    | 58   | 11   | 72   | 6    | 2    |
| 2021 | NC     | 0.263 | 55   | 133  | 25   | 35   | 3     | 0     | 8    | 62   | 26   | 2    | 0    | 29   | 5    | 24   | 4    | 1    |
| 2022 | NC     | 0.227 | 82   | 238  | 30   | 54   | 5     | 1     | 5    | 76   | 22   | 2    | 1    | 31   | 8    | 44   | 3    | 3    |
| 2023 | NC     | 0.285 | 96   | 309  | 33   | 88   | 16    | 0     | 7    | 125  | 63   | 2    | 0    | 49   | 6    | 50   | 4    | 3    |
| 2024 | NC     | 0.300 | 123  | 416  | 66   | 125  | 22    | 1     | 13   | 188  | 77   | 4    | 0    | 77   | 10   | 63   | 10   | 2    |
| 통산 | 11시즌 | 0.267 | 1076 | 3216 | 858  | 733  | 147   | 8     | 101  | 1324 | 521  | 30   | 10   | 446  | 74   | 588  | 64   | 22   |